# Special Agent (1935)
Special Agent (bra: Nas Garras da Lei) é um filme estadunidense de 1935, do gênero drama criminal, dirigido por William Keighley, e estrelado por Bette Davis e George Brent. O roteiro de Laird Doyle e Abem Finkel foi baseado em uma história de Martin Mooney.
Este foi o quinto dos onze filmes que Davis e Brent coestrelaram juntos.

## Sinopse
O governo federal está tentando encontrar e prender gângsteres devido a seus crimes financeiros, evasão fiscal e violações dos regulamentos da Receita Federal. O repórter de jornal Bill Bradford (George Brent) é nomeado Agente do Tesouro dos Estados Unidos pelo Departamento da Receita e designado para encontrar evidências suficientes para acusar o gângster Alexander Carston (Ricardo Cortez) – que tem as mesmas iniciais de Al Capone – de evasão fiscal.
Ele descobre que os livros contábeis de Carston são guardados com um código conhecido apenas por sua secretária, Julie Gardner (Bette Davis). Quando Gardner testemunha o assassinato de um homem que entrou no caminho de seu chefe, Bill implora para que ela se demita de seu emprego, mas Julie percebe que sabe muito e que Carston não a deixará ir embora.
O promotor de justiça Roger Quinn (Henry O'Neill) pressiona o parceiro do homem assassinado a testemunhar, mas Carston descobre o plano, manda assassinar a testemunha e é absolvido. Julie é presa como testemunha material e decodifica os livros, mas é sequestrada pelos capangas de Carston antes que possa testemunhar. Agora, Bradford luta contra o tempo, na tentativa de salvar Julie e prender Carston por todos os seus crimes.

## Elenco
- Bette Davis como Julie Gardner
- George Brent como Bill Bradford
- Ricardo Cortez como Alexander Carston
- Jack LaRue como Jake Andrews
- Henry O'Neill como Promotor Roger Quinn
- Robert Strange como Waxey Armitage
- Joseph Crehan como Comissário de Polícia
- J. Carrol Naish como Joe Durell
- Joseph Sauers como Rich
- William B. Davidson como Charlie Young
- Robert Barrat como Chefe da Receita Federal
- Paul Guilfoyle como Williams
- Joseph King como Agente Wilson
- Irving Pichel como Promotor de Justiça
- Charles Middleton como Comandante

## Produção
"Special Agent" foi o primeiro dos dois filmes de 1935 estrelados por Bette Davis e George Brent, que apareceram juntos em filmes um total de onze vezes. Nenhum dos dois ficou feliz com o resultado final da produção. Brent disse a Ruth Waterbury, da revista Photoplay, que o filme foi "uma coisa ruim, insignificante, inacreditável e não convincente". A pedido do departamento de publicidade da Warner Bros., seus comentários não foram publicados. O filme, com um policial triunfando sobre gângsteres, foi lançado pela Warner no mesmo ano que "G Men".
O filme foi feito logo após o Escritório Hays começar a aplicar o Código de Produção. Eles insistiram em várias pequenas mudanças e queriam cortar uma cena que o produtor Samuel Bischoff sentia ser crucial para o enredo. Os censores se comprometeram ao permitir que a cena ficasse intacta, embora alguns diálogos considerados ofensivos foram retirados do filme. Como resultado, os lábios de Ricardo Cortez podem ser vistos se movendo, mas nenhuma voz é ouvida na versão final.
A canção vencedora do Oscar "Lullaby of Broadway", de Harry Warren e Al Dubin, é ouvida ao fundo em uma cena ambientada num cassino. A música foi cantada por Winifred Shaw naquele mesmo ano no filme musical "Gold Diggers of 1935", também da Warner Bros.
A história do jornalista de Nova Iorque, Martin Mooney, também serviu de base para o filme "Gambling on the High Seas" (1940), da Warner Bros. Mooney também escreveu a história de "Bullets or Ballots" e "Exclusive Story" (ambos de 1936), além de ser o autor do livro "Crime Incorporated" (1935).

## Recepção
Frank S. Nugent, em sua crítica para o The New York Times, chamou o filme de "melodrama nítido, rápido e completamente divertido, com uma saga selvagem e confusa de gangues", acrescentando: "Tudo já foi feito antes, mas de alguma forma parece nunca perder sua emoção visual".

### Bilheteria
De acordo com os registros da Warner Bros., o filme arrecadou US$ 490.000 nacionalmente e US$ 306.000 no exterior, totalizando US$ 796.000 mundialmente.

## Adaptação para a rádio
"Special Agent" foi apresentado em uma adaptação no Warner Brothers Academy Theatre em 24 de abril de 1938. Carole Landis e John Ridgely estrelaram a adaptação, que teve duração de 30 minutos.